# Octopus

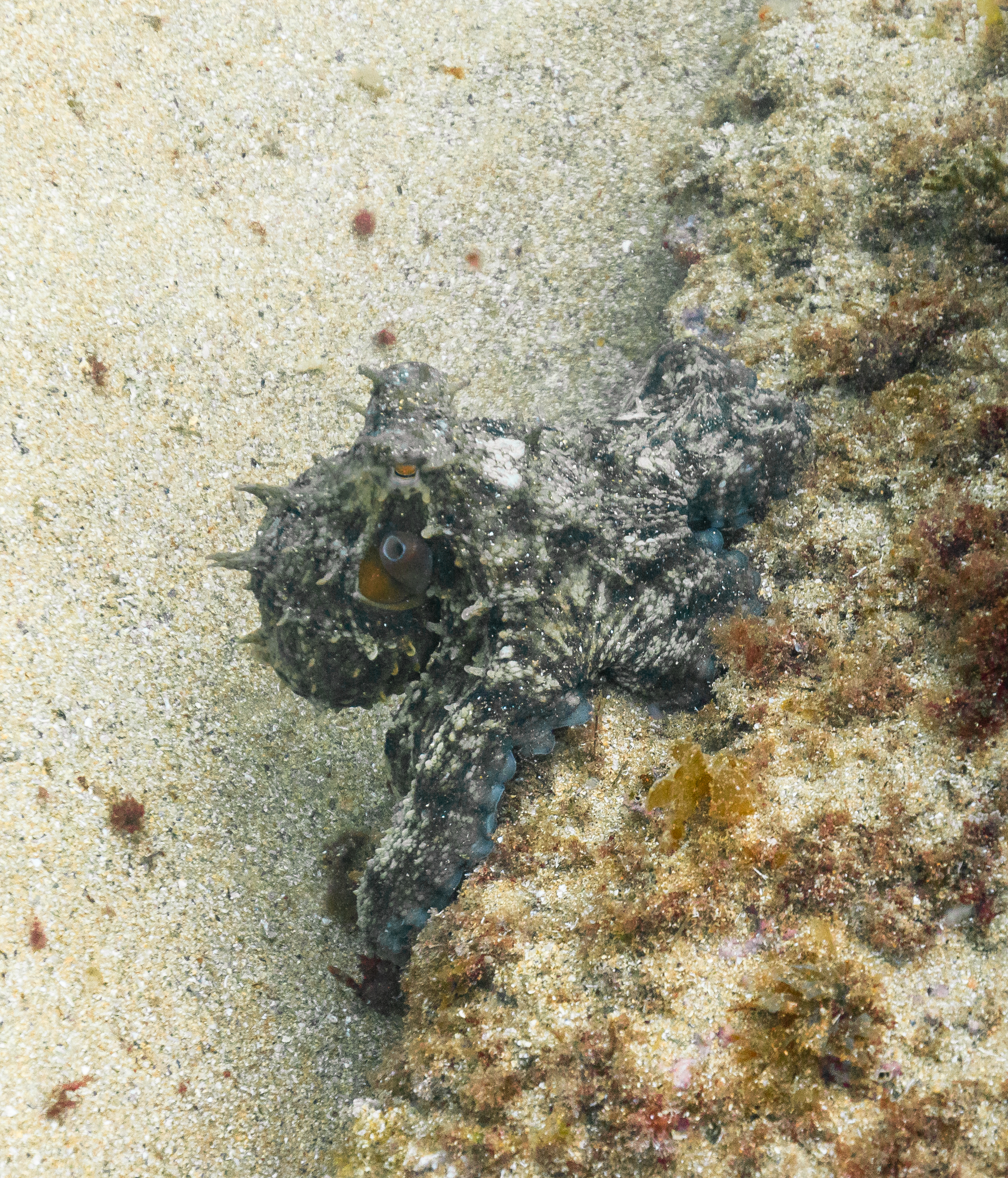
Pulpo (Octopus vulgaris), isla de Mouro, Santander, (España).

Octopus es un género de moluscos cefalópodos de la familia Octopodidae; es el género más importante de pulpos, incluyendo más de 100 especies.

## Especies
- Género Octopus

- - Octopus abaculus
  - Octopus aculeatus
  - Octopus adamsi *
  - Octopus aegina
  - Octopus alatus *
  - Octopus alecto
  - Octopus alpheus
  - Octopus araneoides *
  - Octopus arborescens
  - Octopus areolatus
  - Octopus aspilosomatis
  - Octopus australis
  - Octopus balboai
  - Octopus berrima
  - Octopus bimaculatus
  - Octopus bimaculoides
  - Octopus bocki
  - Octopus briareus
  - Octopus brocki *
  - Octopus bunurong
  - Octopus burryi
  - Octopus californicus
  - Octopus campbelli
  - Octopus carolinensis
  - Octopus chierchiae
  - Octopus conispadiceus
  - Octopus cordiformis
  - Octopus cyanea
  - Octopus defilippi
  - Octopus dierythraeus
  - Octopus digueti
  - Octopus exannulatus
  - Octopus fangsiao
  - Octopus favonius
  - Octopus filamentosus
  - Octopus filosus
  - Octopus fitchi
  - Octopus fujitai
  - Octopus gardineri
  - Octopus gibbsi
  - Octopus globosus
  - Octopus gorgonus[1]
  - Octopus graptus
  - Octopus guangdongensis
  - Octopus hardwickei
  - Octopus hattai
  - Octopus hongkongensis
  - Octopus horridus
  - Octopus hubbsorum
  - Octopus humilis[1]
  - Octopus hummelincki[2]
  - Octopus joubini
  - Octopus kagoshimensis
  - Octopus kaharoa
  - Octopus kaurna
  - Octopus kermadecensis
  - Octopus lechenaultii
  - Octopus lobensis *
  - Octopus longispadiceus
  - Octopus luteus
  - Octopus macropus
  - Octopus magnificus
  - Octopus maorum
  - Octopus marginatus
  - Octopus mariles[1]
  - Octopus maya
  - Octopus membranaceus
  - Octopus mercatoris *
  - Octopus mernoo
  - Octopus microphthalmus
  - Octopus micropyrsus
  - Octopus mimus
  - Octopus minor
    - Octopus minor minor
    - Octopus minor pardalis *
    - Octopus minor typicus *

  - Octopus mototi
  - Octopus mutilans
  - Octopus nanhaiensis
  - Octopus nanus
  - Octopus niveus
  - Octopus nocturnus
  - Octopus occidentalis
  - Octopus ochotensis
  - Octopus oculifer
  - Octopus oliveri
  - Octopus ornatus
  - Octopus oshimai
  - Octopus ovulum *
  - Octopus pallidus
  - Octopus parvus
  - Octopus penicillifer
  - Octopus pentherinus *
  - Octopus polyzenia
  - Octopus prashadi
  - Octopus pricei *
  - Octopus pumilus
  - Octopus pyrum
  - Octopus rapanui
  - Octopus robsoni
  - Octopus roosevelti
  - Octopus rubescens
  - Octopus salutii
  - Octopus sanctaehelenae
  - Octopus sasakii
  - Octopus selene
  - Octopus striolatus
  - Octopus spinosus *
  - Octopus superciliosus
  - Octopus taprobanensis *
  - Octopus tehuelchus
  - Octopus tenebricus
  - Octopus tetricus
  - Octopus tonganus
  - Octopus tsugarensis *
  - Octopus validus
  - Octopus varunae
  - Octopus veligero
  - Octopus verrucosus
  - Octopus vitiensis
  - Octopus vulgaris, pulpo común
  - Octopus warringa
  - Octopus winckworthi
  - Octopus wolfi,
  - Octopus yendoi *
  - Octopus zonatus

Las especies marcadas con un asterisco (*) están cuestionadas y serán necesarios nuevos estudios para determinar si se trata de especies válidas o sinonimias.